# Anstiftan
Anstiftan (latin auctor intellectualis) är en juridisk term med innebörden att uppsåtligen förleda annan till brott. I anglosaxisk rättstradition kan såväl "incitement" som "solicitation" motsvara den svenska termen anstiftan.

## Sverige
I svenskt rätt straffas en anstiftare i allmänhet som om personen själv vore gärningsman. Straffet kan sättas ned, om anstiftaren i syfte att avvärja brottet sökt förmå gärningsmannen att avstå från verkställigheten. Vid mycket grova brott, som t.ex. anstiftan till mord, så kan anstiftaren få lika högt straff som mördaren. Rätten kan även klassificera det som stämpling.
I 23 kap 4 § Brottsbalken föreskrivs:	
4 § Ansvar som i denna balk är föreskrivet för viss gärning skall ådömas inte bara den som utfört gärningen utan även annan som främjat denna med råd eller dåd. Detsamma skall gälla beträffande i annan lag eller författning straffbelagd gärning, för vilken fängelse är föreskrivet.
Den som inte är att anse som gärningsman döms, om han har förmått annan till utförandet, för anstiftan av brottet och annars för medhjälp till det.
Varje medverkande bedöms efter det uppsåt eller den oaktsamhet som ligger honom till last.  Ansvar som är föreskrivet för gärning av syssloman, gäldenär eller annan i särskild ställning skall ådömas även den som tillsammans med honom medverkat till gärningen.
Vad som sägs i denna paragraf skall inte gälla, om något annat följer av vad för särskilda fall är föreskrivet.